# Lehliu, Călărași
Lehliu este satul de reședință al comunei cu același nume din județul Călărași, Muntenia, România.

## Personalități născute aici
- Mircea Minescu (n. 1971), fotbalist

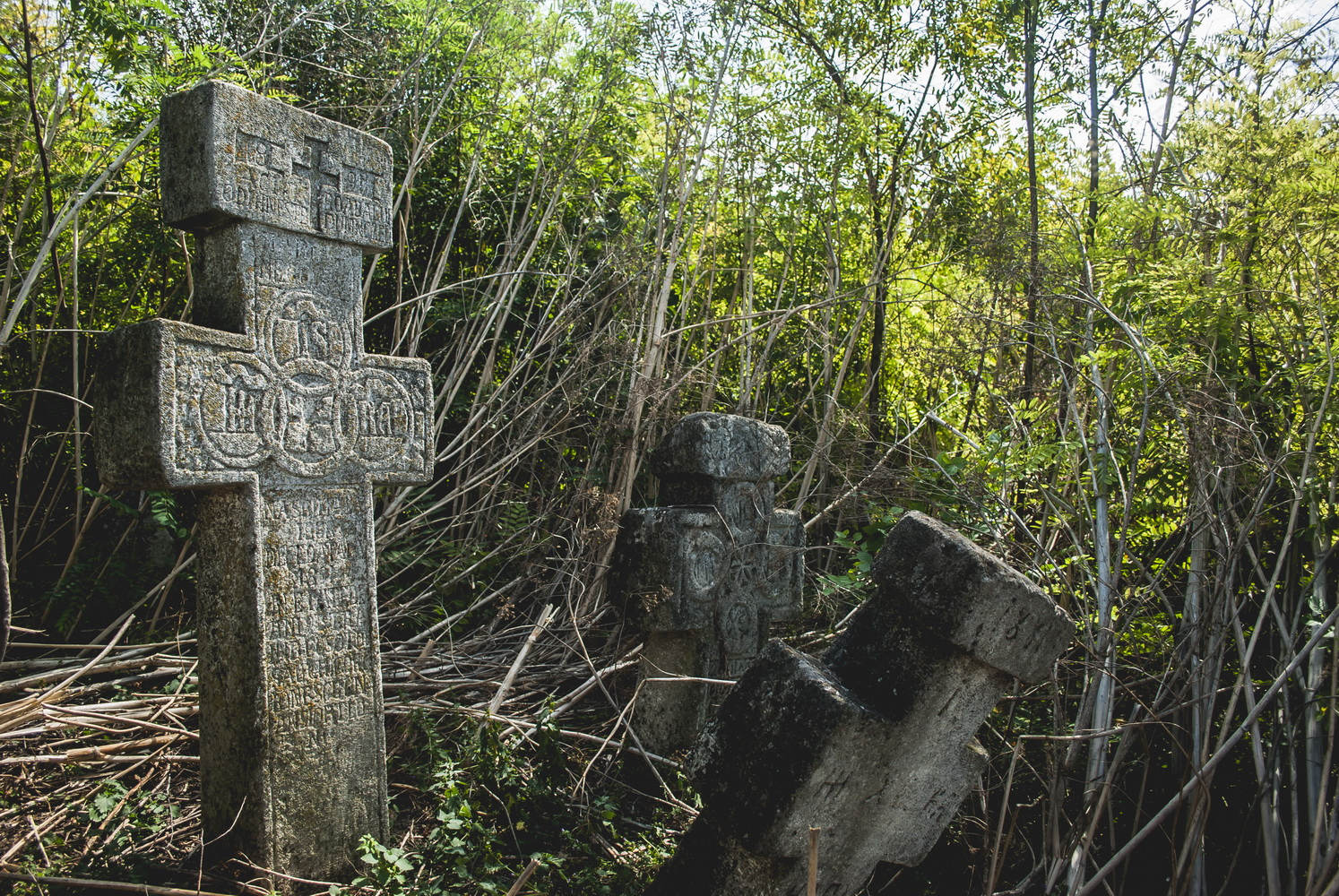
„Cimitirul afurisit”
Se află în partea de est a satului Lehliu, pe malul lacului Lehliu, sec. XVIII - XX, monument istoric clasificat cu numărul CL-I-s-B-14554

- Mimi Brănescu (n. 1974), actor.